# جون-فرانسوا لاجيوني
جون-فرانسوا لاجيوني (بالفرنسية: Jean-François Laguionie) (و. 1939  م) هو مخرج أفلام، وكاتب سيناريو، وكاتب، ورسام رسوم متحركة فرنسي، ولد في بيزنسون.

## وصلات خارجية
- جون-فرانسوا لاجيوني على موقع IMDb (الإنجليزية)
- جون-فرانسوا لاجيوني على موقع ألو سيني (الفرنسية)
- جون-فرانسوا لاجيوني على موقع أول موفي (الإنجليزية)
- جون-فرانسوا لاجيوني على موقع قاعدة بيانات الأفلام السويدية (السويدية)
- جون-فرانسوا لاجيوني على موقع قاعدة بيانات الفيلم (الإنجليزية)
- جون-فرانسوا لاجيوني على موقع كينوبويسك (الروسية)